# Гранд-Джанкшен (Теннессі)
Гранд-Джанкшен (англ. Grand Junction) — місто (англ. city) в США, в округах Гардеман і Файєтт штату Теннессі. Населення — 338 осіб (2020).

## Географія
Гранд-Джанкшен розташований за координатами 35°3′0″ пн. ш. 89°11′20″ зх. д. / 35.05000° пн. ш. 89.18889° зх. д. (35.050020, -89.188847).  За даними Бюро перепису населення США в 2010 році місто мало площу 3,06 км², уся площа — суходіл.

## Демографія
Згідно з переписом 2010 року, у місті мешкало 325 осіб у 131 домогосподарстві у складі 89 родин. Густота населення становила 106 осіб/км².  Було 158 помешкань (52/км²).
Расовий склад населення:
| - 60,3 % — білих - 37,5 % — чорних або афроамериканців - 0,3 % — корінних американців |

До двох чи більше рас належало 1,8 %. Частка іспаномовних становила 0,0 % від усіх жителів.
За віковим діапазоном населення розподілялося таким чином: 24,6 % — особи молодші 18 років, 57,6 % — особи у віці 18—64 років, 17,8 % — особи у віці 65 років та старші. Медіана віку мешканця становила 42,5 року. На 100 осіб жіночої статі у місті припадало 79,6 чоловіків;  на 100 жінок у віці від 18 років та старших — 76,3 чоловіків також старших 18 років.
Середній дохід на одне домашнє господарство  становив 42 053 долари США (медіана — 34 427), а середній дохід на одну сім'ю — 48 623 долари (медіана — 37 500). За межею бідності перебувало 25,0 % осіб, у тому числі 38,6 % дітей у віці до 18 років та 9,4 % осіб у віці 65 років та старших.
Цивільне працевлаштоване населення становило 166 осіб. Основні галузі зайнятості: виробництво — 27,1 %, освіта, охорона здоров'я та соціальна допомога — 24,1 %, роздрібна торгівля — 16,9 %.